# Gregor Sikošek
Gregor Sikošek (født 12. februar 1994) er en slovensk fodboldspiller , der spiller som venstre back for NK Domžale, hvortil han er udlejet fra Brøndby IF.

## Karriere

### Brøndby IF
Den 28. januar 2017 blev det offentliggjort, at Gregor Sikošek skiftede til Brøndby IF, hvor han havde skrevet under på en treårig aftale.
Han blev den 28. august 2017 udlejet til Silkeborg IF, hvor han skrev under på en etårig aftale gældende hele 2017-18-sæsonen.
Efter lejeaftalen med Silkeborg IF udløb i sommeren 2018 blev han udlejet til NK Domžale. Her skrev han under på en lejeaftale gældende frem til udgangen af 2019.

## Landsholdskarriere
Han blev i november 2016 for første gang udtaget til Sloveniens A-landshold i forbindelse med kampe mod Malta og Polen.